# Yaaba
Yaaba es una película del año 1989, rodada en Burkina Fasso. La película recaudó en taquilla 55.000 dólares.

## Sinopsis
Yaaba (que significa abuela) es una historia que examina el aspecto de la relación entre ancianos, jóvenes y la sociedad. Yaaba es una mujer mayor incomprendida a la que ven como a una bruja, pero gracias al cariño y a la ingenuidad de un niño, se descubre la verdadera esencia que ofrecen los años. Esta película muestra la complicidad que puede surgir entre personas de diferentes edades y cómo un joven descubre que se puede aprender de los mayores sin tener en cuenta los prejuicios impuestos por la sociedad.

## Premios
Recibió el Premio de la Crítica Internacional en Cannes (1989)